# Zalaszentgrót
Zalaszentgrót – miasto na Węgrzech, w komitacie Zala, siedziba władz powiatu Zalaszentgrót.

## Miasta partnerskie
- Germersheim